# Cyr de Villers La Faye
Cyr de Villers La Faye (né vers 1619 et mort à Paris le 4 mai 1665), est un ecclésiastique, évêque de Périgueux de 1652 à 1665.

## Biographie
Cyr ou Cyrus de Villers La Faye né vers 1619 est issu d'une ancienne maison noble originaire de Bourgogne. Il est le fils de Hercule de Villers La Faye, baron de Mauvilly, et d'Anne de Chastenay, dame de Mauvilly. Il est titulaire de deux doctorats, l'un en droit canon, l'autre en théologie.
Il succède à l'archevêque de Paris, Jean-François de Gondi, comme maître de l'Oratoire du roi Louis XIII en 1632, et il devient aumônier royal en 1643. Ordonné prêtre en 1645, il fait partie du cercle de dévots de la reine Anne d'Autriche dont il semble avoir été l'un des confidents. Il rejoint la Compagnie du Saint-Sacrement en 1644 et devient le directeur de la Congrégation pour la propagation de la Foi en 1646. Conseiller du roi, grand prévôt de Remiremont, il  prêche dans plusieurs paroisses parisiennes et devant la cour. Il devient abbé commendataire de Chaumont dans le diocèse de Reims. Il est pressenti pour devenir évêque de Cahors puis évêque de Léon avant d'obtenir le diocèse de Périgueux à la mort de l'évêque Philibert de Brandon et d'être nommé évêque de Périgueux en 1652, confirmé le 21 juillet 1653 et consacré à Paris dans l'église de Saint-Louis-des-Jésuites par l'archevêque de Bordeaux. Pendant son épiscopat, il demeure fidèle au cardinal Barberini dont il défend les intérêts en France. Il meurt à Paris en mai 1665 et il est inhumé au couvent des capucins de la rue Saint-Jacques à Paris.